# 吞食天地 (漫画)
《吞食天地》是日本漫画家本宫宏志的三国题材漫画作品。于1983年至1984年间在《週刊少年Jump》上连载。漫画主线内容同《三国演义》前期情节，并融入了天界、魔界、地狱界等奇幻设定。

## 劇情簡介
漫畫的開始，關羽是黃巾賊的身分，身旁有一頭名叫「阿冠」的老虎，救下了水中的劉備。畫面轉到村前，(漢朝成年為二十歲，劉備說再兩三年就是大人，故推斷為十七歲)當地十七歲少年劉備與周遊列國來到幽州的諸葛亮兩人，與兩名重病女子約定為夫妻。但兩女子實為天界龍王之女，她們為使自身永保年輕，每兩百年就會下凡尋求處男的初精；而男人獻出童貞的代價，則是能實現心中任何願望。從別處知道內情的諸葛亮要劉備抓住機會，因此劉備跟諸葛亮來到天界。二人分別通過了龍王的考驗，劉備通過考驗吃下吞邪鬼的肝得到膽量；諸葛亮則是登上登龍門獲得了知識。兩人並和龍王的女兒成婚。而重回人間的劉備，整個人已呈現大丈夫的外表氣度，當關羽二度見到劉備之際，便為他改變之後的氣度所懾服決定衷心跟隨。能一人攻下赤水城讓劉備休息的關羽與左眼有傷疤的張飛在城外進行單挑不分勝負。劉備並與關羽、張飛兩人結為義兄弟，揭義兵討伐黃巾。在劉備討伐黄巾賊時，發現黄巾賊首領張角的本體是“魔界之王”幻鐘大王。劉備與諸葛亮聯手擊敗幻鐘大王後，幻鐘大王的屍體化作激起戰亂的魔星，落到董卓、曹操、孫堅、袁紹、袁術等軍閥身上。漫畫主要情節為討伐董卓，故事流程和《三國演義》大體相同，包括曹操行刺、十八路諸侯討伐董卓、三英戰呂布、火燒洛陽、呂布刺殺董卓等。董卓滅亡後，各方諸侯繼續爭鬥不休，百姓依然民不聊生。玉皇大帝認為，凡人會毀滅他創造的森羅萬象，決定要除掉人類。其臣下龍王提出，劉備經歷過考驗，可以維持森羅萬象。最終在天界的幫助下，劉備成功登上泰山封禪成為天子。

## 主要角色
- 劉備：本作主角。完成吞邪鬼的考驗，使龍王之女・嵐同意做他的妻子，歷經摧毀幻鐘大王陰謀、參與反董義軍，堅持為人間正義和平奮鬥，最終登上泰山封禪，成為聖天子。
- 關羽：特徵是布衣、大鬍子、嚇人的體型、黃色頭巾及披風（作品設定），武器是長柄大刀；後使用劉備母親遺留下來的偃月刀。武功高強，可一人之力攻下一座城池，能與張飛、呂布打得不相上下。
- 張飛：特徵是布衣、全身有傷疤、獨眼及嚇人的體型（作品設定），初登場的武器是矛，後使用劉備母親遺留下來的鋼劍，也曾使用自製的巨弓。武功高強，能與關羽打得不相上下。
- 嵐：天界龍王之五女，在吞邪鬼一事中，見識到劉備不屈的意志及領袖魅力後，不惜下人間給予他精神及實質上的協助。
- 諸葛亮：與劉備一同上了天界，並於登龍門潛修學問，協助劉備打倒幻鐘大王，戰後想將學問留在人間應用，婉拒了龍王允許他到天界的約定。選擇跟隨劉備。
- 吞邪鬼：劉備上天界的試鍊對象，也是嵐的原下嫁對象。只要肝被吃掉，便會沈睡千年。
- 幻鐘大王：黃巾之亂幕後主使，欲以魔界力量支配人間。
- 火虎、宋仁、宋勇、周超、王貴、楊謹：除了火虎較早登場之外，其餘皆在董卓派呂布挖墓時登場。在呂布奉命活埋挖墓工之後，受到劉、關、張三人重逢所感動，全體皆加入劉備陣營。但隨劉備落腳荊州之後，因張飛喝酒誤事而受到吳軍偷襲，全數死亡。
- 曹操：比劉備還要早先跟嵐發生過關係的男子，願望是成為天下之王。在虎牢關一役後，內心希望關羽能成為自己的部下。
- 袁紹：曹操的兒時玩伴。
- 呂布：有外國人的血統（作品設定），有嚇人的體型，同其妹貂蟬前往投靠叔父丁原之際，巧遇從宮中逃出的少帝與陳留王，之後再與妹妹一同投靠董卓。最後在貂蟬的計謀之下，斬殺董卓，被獻帝親封為相國。武功高強，在虎牢關一役中與關羽單挑打得不相上下，而後張飛和劉備也加入戰局圍攻他。
- 貂蟬：呂布之妹（作品設定），特徵是美人痣，有妖豔的外表，深具謀略。
- 董卓：來自西涼，最暴虐無道的野心家。終為呂布所殺。
- 華雄：為董卓的猛將，為關羽所殺。
- 孫堅：被袁術推薦為長沙太守，得以正式加入反董義軍的行列。
- 孫策：孫堅之子。
- 周瑜：孫堅之外甥（作品設定）。
- 袁術：導致孫堅戰死的元兇，一開始並無強勢意願參與反董義軍，但受到周瑜的勸說，才與孫堅聯手，以義軍最大勢力之姿加入。
- 趙雲：龍王四女・麗化身茶店老闆娘，勸誘丈夫諸葛亮回天界時，起身拿劍斬殺了數名想對麗非禮的盜賊的武將。到了結局之前，與諸葛亮一同現身，跟隨劉備等人登上泰山。是作品中沒什麼登場機會的人物。

## 軼事
故事於劉備軍打倒董卓後立刻急轉直下，突然進入了封禪的腰斬式結局。過去謠傳此作品被腰斬的理由，其中之一的說法是於《週刊少年Jump》連載時的人氣過低；但實際原因是雖然於《週刊少年Jump》上的人氣排行榜上仍排在較前的名次，但作者本宮宏志以「不想被三國志原作內容束縛，因而失去繼續畫下去的興趣」為理由，主動向集英社編輯請求腰斬此作品。

## 出版書籍
單行本
| 卷數 | 集英社     | 集英社             | 東立出版社     | 東立出版社         |
| 卷數 | 發售日期   | ISBN               | 發售日期       | ISBN               |
| ---- | ---------- | ------------------ | -------------- | ------------------ |
| 1    | 1983年11月 | ISBN 4-08-851621-4 | 1999年4月15日  | ISBN 957-34-7675-4 |
| 2    | 1984年1月  | ISBN 4-08-851622-2 | 1999年7月5日   | ISBN 957-34-7966-4 |
| 3    | 1984年7月  | ISBN 4-08-851623-0 | 1999年8月10日  | ISBN 957-34-7967-2 |
| 4    | 1984年12月 | ISBN 4-08-851624-9 | 1999年9月10日  | ISBN 957-34-8553-2 |
| 5    | 1985年1月  | ISBN 4-08-851625-7 | 1999年11月10日 | ISBN 957-34-8554-0 |
| 6    | 1985年4月  | ISBN 4-08-851626-5 | 2000年1月20日  | ISBN 957-34-8555-9 |
| 7    | 1985年6月  | ISBN 4-08-851627-3 | 2000年2月15日  | ISBN 957-34-8556-7 |

豪華版
| 卷數 | 集英社     | 集英社             |
| 卷數 | 發售日期   | ISBN               |
| ---- | ---------- | ------------------ |
| 1    | 1989年5月  | ISBN 4-08-858331-0 |
| 2    | 1989年7月  | ISBN 4-08-858332-9 |
| 3    | 1989年10月 | ISBN 4-08-858333-7 |
| 4    | 1989年12月 | ISBN 4-08-858334-5 |

文庫版
| 卷數 | 集英社        | 集英社             |
| 卷數 | 發售日期      | ISBN               |
| ---- | ------------- | ------------------ |
| 1    | 1996年7月18日 | ISBN 4-08-617026-4 |
| 2    | 1996年7月18日 | ISBN 4-08-617027-2 |
| 3    | 1996年9月18日 | ISBN 4-08-617028-0 |
| 4    | 1996年9月18日 | ISBN 4-08-617029-9 |

## 遊戲
卡普空后推出了多款“吞食天地”电子游戏作品，包括街机上的清版动作游戏《吞食天地》（1989年）和续作《赤壁之战》（1992年），红白机上的角色扮演游戏《吞食天地》（1989年）和续作《诸葛孔明传》（1991年），以及超级任天堂上的策略游戏《吞食天地·三国志群雄传》。这些游戏角色由本宫宏志设计，但情节和原作无直接关系。